# چین ژونگ
چین از ژونگ یا ژونگ چین (به چینی: 秦仲؛ مرگ ۸۲۲ پ. م)؛ فرمانروای ایالت چین در دودمان ژو از ۸۴۴ پ. م تا ۸۲۲ پ. م بود. ایالت چین در این دوره یک حکومت محلی کوچک که به فیزی، جد چین ژونگ برای پرورش اسب برای پادشاه شیائو ژو داده شده بود ولی در آینده ایالت چین همه کشور چین را یکپارچه ساخت و تبدیل به دودمان چین شد. نام اجدادی او یینگ (嬴) بود. چین ژونگ جانشین پدرش گونگبو شد که در سال ۸۴۵ پ. م درگذشت.
در سال ۸۴۳ پ. م، مردم ژو علیه پادشاه لی ژو شورش کردند و سال بعد او را سرنگون کردند؛ درنتیجه کشور دچار آشوب شد. قبایل شیرونگ که در نزدیکی چین زندگی می‌کردند نیز شورش کردند و شاخه اصلی طایفه یینگ در چوانچیو (شهرستان لی؛ گانسو امروزی) را نابود کردند. پس از اینکه پادشاه شوآن در سال ۸۲۷ پ. م بر تخت سلطنت ژو نشست، او «چین ژونگ» را فرمانده نیروهای خود در نبرد علیه شیرونگ کرد.
چین ژونگ به مدت ۲۲ سال تا سال ۸۲۲ پ. م حکومت کرد و در نبرد با رونگ کشته شد. جانشین او حاکم ژوانگ (نام پسامرگ) شد که بزرگ‌ترین پسر از پنج پسر بود. پادشاه شوآن به پسران چین ژونگ هفت هزار سرباز داد و آنها رونگ را شکست دادند و میراث خود را پس گرفتند. پادشاه شوآن سپس قلمرو چوانچیو را که قبلاً در اختیار شاخه دیگر طایفه‌اشان بود را به چین اعطا کرد و حاکم ژوانگ پایتخت خود را از چین به چوانچیو منتقل کرد.